# Ana Isabel Oliveira
Pour les articles homonymes, voir Ana Oliveira et Oliveira.
Ana Isabel Oliveira (née le 9 janvier 1963) est une athlète portugaise spécialisée en triple saut. 

## Palmarès

### Championnats d'Europe en salle
- Championnats d'Europe d'athlétisme en salle de 1990 à Glasgow :
  -  Médaille de bronze en triple saut

### Championnats ibéro-américains
- Championnats ibéro-américains d'athlétisme 1983 à Barcelone :
  -  Médaille d'argent en triple saut
- Championnats ibéro-américains d'athlétisme 1990 à Manaus :
  -  Médaille d'or en triple saut